# Hirokazu Ota
Hirokazu Ota (太田 裕和 Ota Hirokazu?), född 10 april 1971 i Kyoto prefektur, är en japansk tidigare fotbollsspelare.
Ota började sin karriär 1994 i Bellmare Hiratsuka. Med Bellmare Hiratsuka vann han japanska cupen 1994. Efter Bellmare Hiratsuka spelade han för Cosmo Oil Yokkaichi, Blaze Kumamoto och Albirex Niigata. Han avslutade karriären 1998.